# Melgar de Arriba
Melgar de Arriba ist ein nordspanisches Dorf und Hauptort einer Gemeinde (municipio) mit 162 Einwohnern (Stand: 2024) in der Provinz Valladolid in der Autonomen Gemeinschaft Kastilien-León. 

## Lage und Klima
Melgar de Arriba liegt in der Region Tierra de Campos auf der kastilischen Hochebene in einer Höhe von ca. 785 m. Die Provinzhauptstadt Valladolid befindet sich mit ihrem Stadtzentrum etwa 80 Kilometer (Fahrtstrecke) südöstlich. 
Das Klima im Winter ist durchaus kalt, im Sommer dagegen warm bis heiß; die eher spärlichen Regenfälle (ca. 555 mm/Jahr) fallen überwiegend im Winterhalbjahr.

## Bevölkerungsentwicklung
| Jahr      | 1970 | 1981 | 1991 | 2001 | 2011 | 2021 |
| Einwohner | 435  | 348  | 334  | 298  | 209  | 153  |

## Sehenswürdigkeiten

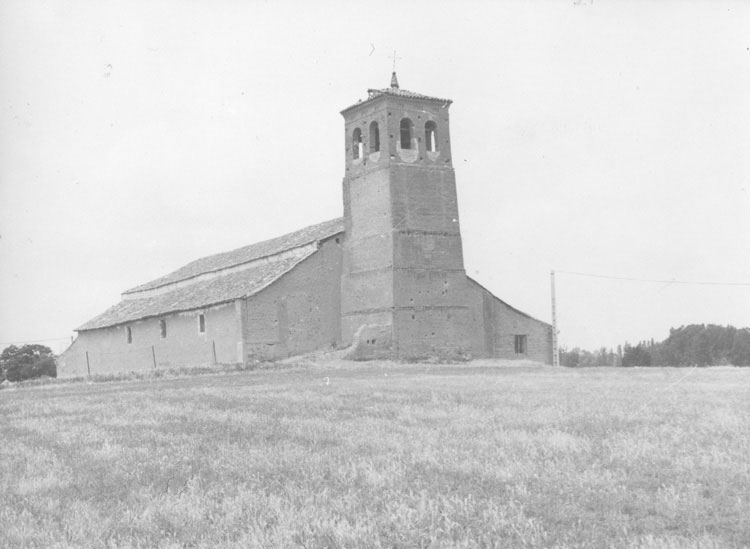
Michaeliskirche

- Michaeliskirche